# آشیکاگا تادافویو

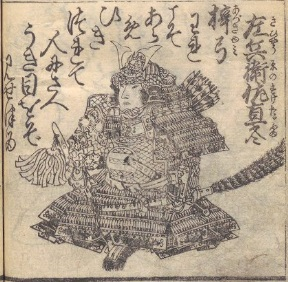
یک تصویر کشیده

آشیکاگا تادافویو (به ژاپنی: 足利 直冬 あしかが ただふゆ) (تولد ۱۳۲۷ - مرگ ۱۶ اوت ۱۳۸۷ میلادی)، پسر شوشی (فرزند نامشروع) آشیکاگا تاکائوجی نخستین شوگونِ شوگون‌سالاری آشیکاگا بود.
آشیکاگا تادافویو یک فرمانده نظامی در دوره نانبوکوچو بود.
او توسط آشیکاگا تادایوشی، برادر کوچکتر آشیکاگا تاکائوجی به فرزندی پذیرفته شد. او در بزرگسالی با پدرش درگیر  شد و درگیری های دوره دربار شمالی و جنوبی را تشدید کرد، اما پس از مرگ  پدرش آشیکاگا تاکائوجی، قدرت او کاهش یافت و پس از نبرد کاخ امپراتوری بینگو، محل نگهداری او ناپدید شد.

مادر او یک سوکوشیتسو (زن غیراصلی) به نام اچیزن نو تسوبونه بود. پایدارترین نظریه در «شجره خانواده شوگون آشیکاگا» بیان می کند که او در سال 1327 به دنیا آمد.
در مورد مادر او، اچیزن نو تسوبه، تنها چیزی که در تایهیکی نوشته شده است این است  این طفل در جوانی پدرش با تنها یک بار ملاقات مخفیانه با زنی به نام اچیزن نو تسوبونه که منشأ خانوادگی او نامعلوم است، به دنیا آمد.  نام کودکی او ایما کومانو (新熊野 いまくまの) بود.
آشیکاگا تاکائوجی تادافویو را به عنوان پسر بیولوژیکی خود نمی شناخت و حتی در مقایسه با فرزند نامشروع دیگر خود،  آشیکاگا تاکه‌واکامارو، با او بسیار بد رفتار می کرد، بنابراین یا وضعیت مادر او نسبتاً پایین بود و یا تاکائوجی در وهله اول شک داشت که آیا تادافویو پسر بیولوژیکی او است یا خیر.